# Moder Jord (musikalbum)
Moder Jord är ett studioalbum utgivet av Stiftelsen 2020.

## Låtlista
1. Kropp utan ande
2. När kallt möter kallt
3. Vi gör det igen
4. Oro istället för kraft
5. Ditt andra jag
6. Ett mörker utan ljus
7. Håll om mig!
8. När du går
9. Sov med änglarna
10. Moder jord

## Musiker
- Robert Pettersson - sång/gitarr
- Micke Eriksson - gitarr/kör
- Arne Johansson - elbas/kör
- Martin Källström - trummor

## Listplaceringar
| Lista (2020) | Topplacering |
| ------------ | ------------ |
| Sverige      | 5            |